# Bombardement de la maison de retraite de Stara Krasnianka
Le bombardement de la maison de retraite de Stara Krasnianka est survenu le 11 mars 2022 lors de l'invasion russe de l'Ukraine. Le 7 mars, les forces armées ukrainiennes auraient occupé une maison de retraite dans le village de Stara Krasnianka, près de Kreminna, dans l'oblast de Louhansk, et y auraient installé une position de tir sans évacuer au préalable les habitants. Le 11 mars 2022, les forces séparatistes pro-russes ont attaqué la maison de retraite à l'arme lourde alors que 71 patients handicapés et 15 membres du personnel se trouvaient encore à l'intérieur. Un incendie s'est déclaré et une cinquantaine de personnes sont mortes. Un groupe d'habitants a fui la maison et a été secouru par des séparatistes pro-russes.
Les responsables ukrainiens ont accusé les forces russes d'avoir délibérément pris pour cible un établissement médical et d'avoir expulsé de force les survivants. Le 29 juin, un rapport du HCDH a décrit l'incident comme un cas "emblématique" d'objectif militaire placé à proximité d'objets civils et d'utilisation possible de boucliers humains pour empêcher les opérations militaires dans la région.

## Bombardement
Comme l'a rapporté le HCDH, le 7 mars, des soldats ukrainiens ont pris position à l'intérieur de la maison de retraite du village de Stara Krasnianka, près de Kreminna, et y ont installé une base de tir sans évacuer au préalable les résidents et le personnel. Des dizaines de patients âgés et handicapés, dont certains alités, ont été laissés à l'intérieur sans eau ni électricité,,.
Au cours des jours précédents, les forces armées ukrainiennes auraient miné la zone environnante et bloqué les routes, ce qui a empêché les autorités locales d'évacuer le site, comme l'avait demandé la direction de la maison de retraite. Le 9 mars, les forces ukrainiennes basées à la maison de soins se sont livrées à un premier échange de tirs avec des séparatistes pro-russes sans faire de victimes parmi les résidents civils de la maison. On ne sait pas quel côté a été le premier à ouvrir le feu.
Le 11 mars, des groupes armés séparatistes pro-russes ont de nouveau attaqué la maison de retraite et ont utilisé des armes lourdes alors que les patients et le personnel étaient encore à l'intérieur. L'attaque a provoqué un incendie qui s'est propagé dans tout l'établissement et a tué les patients qui ne pouvaient pas bouger. Un groupe de résidents a fui la maison, a marché pendant 5 kilomètres dans la forêt et a été secouru par des séparatistes pro-russes. 22 patients ont survécu à l'attaque, mais au 29 juin, le nombre exact de personnes tuées reste inconnu. Le 20 mars, Serhiy Haidaï, gouverneur de l'oblast de Louhansk, fait état de 56 victimes,. Au moment de l'attaque, 71 patients handicapés et 15 membres du personnel se trouvaient dans la maison.

## Conséquences
Au lendemain de l'attaque, l'ombudsman ukrainienne Denissova a déclaré que plus de 50 personnes âgées avaient été intentionnellement abattues par un char dans la maison de retraite et a qualifié l'attaque de "crime contre l'humanité" par des "forces d'occupation racistes". Serhiy Haidaï, gouverneur de la région de Louhansk, a fait état de 56 victimes de l'attaque, qu'il a qualifiée de "cynique et délibérée". Il a également déclaré que 15 survivants avaient été enlevés par les occupants et emmenés dans un hôpital gériatrique à Svatove, alors sous le contrôle des séparatistes. Le 20 mars, le procureur général d'Ukraine a annoncé des accusations de crimes de guerre contre la Russie pour l'attaque d'un établissement médical et l'ambassade des États-Unis en Ukraine a déclaré que la Russie assumerait la responsabilité du crime.
Dans la première quinzaine d'avril, une chaîne russe Telegram a publié une vidéo de la maison de retraite détruite, qui montrait de nombreux corps brûlés, des munitions et des armes parmi les ruines. Le Washington Post a vérifié l'emplacement de ces vidéos et images en les comparant à de nombreuses vidéos et photos d'archives d'avant-guerre de la maison de retraite et a confirmé leur identité. Le Washington Post a rapporté que les forces ukrainiennes et russes s'étaient mutuellement accusées de l'incident sans fournir de preuves claires.
Le 29 juin, le HCDH a publié un rapport sur la situation des droits de l'homme en Ukraine, contenant davantage d'informations sur l'attaque. Dans le rapport, le HCDH a déclaré que l'attaque était "emblématique" de son inquiétude quant à l'utilisation potentielle de boucliers humains en temps de guerre.